# 耳叶报春
耳叶报春（學名：Primula auricula） ，通常称为耳叶报春、山樱草花或熊耳（因其葉子的形状而得名），是报春花科的一种开花植物，生长在中歐山脈的基性岩石上，包括西阿尔卑斯山、汝拉山脉、孚日山脉、黑森林和塔特拉山脉。

## 形態
它是一种多年生常绿植物 ，可生长高达20 cm（8英寸）和寛达25 cm（10英寸）。 叶子呈倒卵形，无柄，有软骨状边缘，全部生长在基底的莲座状叶丛中，有时覆盖着一层粉白色的花。 黄色的花簇生在5—20 cm（2—8英寸）长的茎上。
种名auricula的意思是「耳朵状」，指的是叶子的形状。 